# Habrocestum dyali
Habrocestum dyali là một loài nhện trong họ Salticidae.
Loài này thuộc chi Habrocestum. Habrocestum dyali được Carl Friedrich Roewer miêu tả năm 1955.